# La Nguyên
La Nguyên  (tiếng Trung: 罗源县, Hán Việt: La Nguyên huyện) là một huyện thuộc thành phố Phúc Châu, tỉnh Phúc Kiến, Trung Quốc. Huyện này có diện tích 1100 km², dân số 255,214 người (2020), mã số bưu chính 350600, huyện lỵ ở trấn Phượng Sơn. Huyện La Nguyên có 6 trấn và 4 hương và 1 hương dân tộc.